# Baptiste Gros
Baptiste Gros (* 17. Juli 1990 in Annecy) ist ein ehemaliger französischer Skilangläufer.

## Werdegang
Gros trat bis 2010 bei Juniorenrennen an. Von 2010 bis 2013 nahm er vorwiegend am Alpencup teil. Dabei erreichte in der Saison 2012/13 zwei zweite Plätze und einen Sieg und errang damit den neunten Platz in der Gesamtwertung. Sein erstes Weltcuprennen machte er im Dezember 2010 in Düsseldorf, das er mit dem 68. Platz im Sprint beendete. Seine ersten Weltcuppunkte holte er im Dezember 2011 in Rogla mit dem 20. Platz im Sprint. Bei der französischen Skilanglaufmeisterschaft 2012 in Bessans holte er Bronze im Sprint. Im Januar 2014 erreichte er in Szklarska Poręba mit dem dritten Platz im Sprint seinen ersten Podestplatz in einen Weltcuprennen. Bei den Olympischen Winterspielen 2014 in Sotschi kam er auf den 40. Platz im Sprint. Die Saison 2013/14 beendete er auf den 32. Platz in der Sprintwertung. Bei den Nordischen Skiweltmeisterschaften 2015 in Falun kam er im Teamsprint auf den zehnten Platz. Im Sprintweltcup erreichte er in der Saison 2014/15 den 15. Platz. Nach Platz zwei zu Beginn der Saison 2015/16 beim Sprintweltcup in Davos, siegte er im Januar 2016 im Sprint im Alpencup in Planica. Eine Woche später belegte er dort im Weltcup im Sprint und zusammen mit Renaud Jay im Teamsprint jeweils den zweiten Rang. Bei der Ski Tour Canada errang er den 47. Platz. Dabei holte er im Sprint in Québec seinen ersten Sieg im Weltcup und erreichte zum Saisonende den vierten Platz im Sprintweltcup. In der Saison 2016/17 errang er im Sprint beim Alpencup in Planica den zweiten Platz und beim Weltcup in Pyeongchang zusammen mit Lucas Chanavat den zweiten Platz im Teamsprint. Bei den Nordischen Skiweltmeisterschaften 2017 in Lahti belegte er den 31. Platz im Sprint. Im folgenden Jahr lief er bei den Olympischen Winterspielen in Pyeongchang auf den 12. Platz im Sprint.
In der Saison 2018/19 erreichte Gros mit drei Top-Zehn-Platzierungen, darunter Platz drei im Sprint in Davos und den 49. Platz beim Weltcupfinale in Québec, den 41. Platz im Gesamtweltcup und den 14. Rang im Sprintweltcup. Beim Saisonhöhepunkt, den Nordischen Skiweltmeisterschaften 2019 in Seefeld in Tirol, lief sie auf den 14. Platz im Sprint. Letztmals im Weltcup startete er im Dezember 2020 in Dresden, wobei er den 44. Platz im Sprint errang.

## Erfolge

### Etappensiege bei Weltcuprennen
| Nr. | Datum        | Ort    | Disziplin              | Rennen               |
| --- | ------------ | ------ | ---------------------- | -------------------- |
| 1.  | 4. März 2016 | Québec | 1,7 km Sprint Freistil | Ski Tour Canada 2016 |

### Siege bei Continental-Cup-Rennen
| Nr. | Datum            | Ort      | Disziplin       | Serie    |
| --- | ---------------- | -------- | --------------- | -------- |
| 1.  | 23. Februar 2013 | Hirschau | Sprint Freistil | Alpencup |
| 2.  | 8. Januar 2016   | Planica  | Sprint Freistil | Alpencup |

## Teilnahmen an Weltmeisterschaften und Olympischen Winterspielen

### Olympische Spiele
- 2014 Sotschi: 40. Platz Sprint Freistil
- 2018 Pyeongchang: 12. Platz Sprint klassisch

### Nordische Skiweltmeisterschaften
- 2015 Falun: 10. Platz Teamsprint Freistil
- 2017 Lahti: 31. Platz Sprint Freistil
- 2019 Seefeld in Tirol: 14. Platz Sprint Freistil

## Platzierungen im Weltcup

### Weltcup-Statistik
Die Tabelle zeigt die erreichten Platzierungen im Einzelnen.
- 1.–3. Platz: Anzahl der Podiumsplatzierungen
- Top 10: Anzahl der Platzierungen unter den ersten zehn
- Punkteränge: Anzahl der Platzierungen innerhalb der Punkteränge
- Starts: Anzahl gelaufener Rennen in der jeweiligen Disziplin
- Hinweis: Bei den Distanzrennen erfolgt die Einordnung gemäß FIS.

| Platzierung         | Distanzrennen a | Distanzrennen a | Distanzrennen a | Distanzrennen a | Distanzrennen a | Skiathlon Verfolgung | Sprint | Etappen- rennen b | Gesamt | Team c | Team c  |
| Platzierung         | ≤ 5 km          | ≤ 10 km         | ≤ 15 km         | ≤ 30 km         | > 30 km         | Skiathlon Verfolgung | Sprint | Etappen- rennen b | Gesamt | Sprint | Staffel |
| ------------------- | --------------- | --------------- | --------------- | --------------- | --------------- | -------------------- | ------ | ----------------- | ------ | ------ | ------- |
| 1. Platz            |                 |                 |                 |                 |                 |                      | 1      |                   | 1      |        |         |
| 2. Platz            |                 |                 |                 |                 |                 |                      | 2      |                   | 2      | 2      |         |
| 3. Platz            |                 |                 |                 |                 |                 |                      | 2      |                   | 2      |        |         |
| Top 10              |                 |                 |                 |                 |                 |                      | 14     |                   | 14     | 4      | 1       |
| Punkteränge         |                 |                 |                 |                 |                 |                      | 43     |                   | 43     | 12     | 1       |
| Starts              | 1               | 2               | 10              |                 |                 | 7                    | 72     | 4                 | 96     | 12     | 1       |
| Stand: Karriereende |                 |                 |                 |                 |                 |                      |        |                   |        |        |         |

### Weltcup-Gesamtplatzierungen
| Saison  | Gesamt | Gesamt | Sprint | Sprint |
| Saison  | Punkte | Platz  | Punkte | Platz  |
| ------- | ------ | ------ | ------ | ------ |
| 2011/12 | 31     | 110.   | 31     | 57.    |
| 2012/13 | 34     | 100.   | 34     | 51.    |
| 2013/14 | 69     | 75.    | 69     | 32.    |
| 2014/15 | 133    | 49.    | 133    | 15.    |
| 2015/16 | 324    | 24.    | 324    | 4.     |
| 2016/17 | 123    | 52.    | 123    | 20.    |
| 2017/18 | 134    | 45.    | 134    | 16.    |
| 2018/19 | 167    | 41.    | 167    | 14.    |